# Louella Parsons
Louella Parsons (6 août 1881 - 9 décembre 1972) est une journaliste et chroniqueuse mondaine américaine, l'une des deux réputées "vipères d'Hollywood" (des années 1940-1960), l'autre étant Hedda Hopper.

## Biographie
Lors de la disparition de Jean Spangler, elle offre une récompense de 1 000$ pour tout renseignement sur l'actrice.

## Filmographie
Scénariste
- 1912 : The Magic Wand de Theodore Wharton
- 1912 : Chains de Archer MacMackin (en)
- 1915 : Charlot débute de Charles Chaplin
- 1927 : The Isle of Forgotten Women de George B. Seitz

Caméos
- 1928 : Mirages (Show People) de King Vidor : elle-même au banquet
- 1937 : Hollywood Hotel  de Busby Berkeley
- 1946 : Sans réserve (Without Reservations) de Mervyn LeRoy
- 1947 : L'assassin ne pardonne pas (The Corpse Came C.O.D.) de Henry Levin
- 1951 : La Ronde des étoiles (Starlift) de Roy Del Ruth
- 1954 : Suzanne découche (Susan Slept Here) de Frank Tashlin : sa voix au téléphone
- 1957 : Hollywood Glamour on Ice de Ralph Staub